# Symfonie nr. 3 (Bax)
Arnold Bax voltooide zijn Symfonie nr. 3 vermoedelijk in februari 1929 (deel 2 is ongedateerd).
Bax gaf aan dat er geen speciale gedachte achter deze muziek zat, maar dat het meer neigde naar een symfonie zoals er zovele waren geschreven. Toch kon hij de aanwezigheid van noordse invloeden niet ontkennen. Hij schreef de muziek tijdens zijn verblijf in Londen en in de stationshotels van het Schotse Arisaig en Morar. Men vindt deze symfonie minder somber klinken dan haar voorgangers en veelal toegankelijker dan de eerste twee. Het werd Bax’ populairste symfonie tijdens de Promsconcerten. Tot 2017 werd ze negen keer uitgevoerd, waarbij Symfonie nr. 1 en nr. 2 het niet verder brachten dan respectievelijk drie en een keer.
De symfonie bestaat uit drie delen:
1. Lento moderato – Allegro moderato – Lento moderato – Allegro moderato
2. Lento
3. Moderato – piu mosso – Tempo I – Epilogue

De symfonie begint met een solo in de fagotpartij, waarbij zich steeds meer blazers voegen; het tempo wordt opgeschroefd, waarbij de melodie van de fagot in variatie te horen is; het tempo neemt weer af, maar aan het slot komt het snelle tempo weer terug. De solist aan het begin van langzame middendeel is de hoornist, waarna andere koperblazers het overnemen. Het slotdeel is in principe vrij kort en opent met de gong, een slag op de pauk en lange noot in de hoornpartij, waarna het orkest het overneemt. Het werk wordt zonder onderbreking afgesloten door een melodieuze epiloog, waarvan de melodie na een start met klarinet en hobo een aantal keren herhaald wordt. Zij wordt onderbroken door een passage met veel blazers voordat de hoornist het werk met de melodie dreigt te eindigen in een pianissimo slot. Bax laat de muziek nog kortstondig opveren, maar dan is het voorbij. Collegacomponist Ralph Vaughan Williams was zo verrukt van het thema van die epiloog, dat hij het gebruikte in het tweede deel van zijn Concert voor twee piano’s en orkest.
Henry Wood, aan wie het werk is opgedragen, gaf leiding aan het BBC Symphony Orchestra aan de première op 14 maart 1930 in de Queen's Hall. Een eerste opname werd verricht in 1944; die opname werd verzorgd door John Barbirolli en het Hallé Orchestra.
Alhoewel meerdere dirigenten het werk hebben opgenomen zijn in 2017 slechts drie opnamen beschikbaar:
- Uitgave Chandos, Bryden Thomson met het London Philharmonic Orchestra in een opname uit 1986 (49 minuten)
- Uitgave Naxos: David Lloyd-Jones met het Royal Scottisch National Orchestra in een opname uit 1996 (44 minuten)
- Uitgave Chandos: Vernon Handley met het BBC Philharmonic in een opname uit 2003 (42 minuten).[1]

Orkestratie:
- 3 dwarsfluiten (III ook piccolo), 2 hobo’s, 1 althobo, 3 klarinetten (III ook esklarinet), 1 basklarinet, 2  fagotten, 1 contrafagot
- 4 hoorns, 3 trompetten, 3 trombones, 1 tuba
- pauken, 5 man/vrouw percussie grote trom, kleine trom, snaardrum, tamboerijn, bekkens, gong, xylofoon, glockenspiel, aambeeld, celesta, 2 harpen
- violen, altviolen, celli, contrabassen

Tijdens het componeren was de componist er nog niet uit of hij een tamtam of gong zou voorschrijven; het woord "tamtam" is in het manuscript vervangen door "gong".